# Kværnerproces

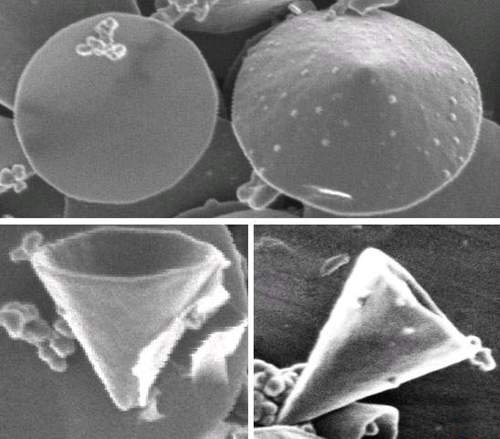
nanokegeltjes koolstof gemaakt met het Kvaernerproces

Het Kværnerproces is een in de jaren 1980 door het Noorse bedrijf Kværner (nu deel van Aker Solutions) ontwikkelde methode voor de productie van waterstof uit koolwaterstoffen (CnHm), zoals methaan, aardgas en biogas.

## Principe
De koolwaterstoffen worden in een plasmabrander (vlamboog) op ongeveer 1600°C ontleed in de elementen koolstof en waterstof.
Reactie: {\displaystyle \mathrm {C_{n}H_{m}\rightarrow nC+{\frac {m}{2}}H_{2}} }
Het voordeel ten opzichte van andere reformatiemethoden (stoomreforming, gedeeltelijke oxidatie, enz.) is dat het aardgas wordt omgezet in 100% zuivere koolstof en waterstof . De verwerkte energiestroom resulteert in ongeveer 48% waterstof, 40% actieve kool en 10% in stoom.

## Variant
In 2009 werd de variant plasmaboogvergassing voor afvalbehandeling gepresenteerd waarbij met behulp van een plasma-boog het methaan en aardgas wordt omgezet in waterstof, warmte en koolstof met behulp van een plasma-omzetter.